# Кирил Масленков
Кирил Захариев Масленков е български офицер от Държавна сигурност (генерал-лейтенант).

## Биография
Кирил Масленков е роден на 12 май 1926 година в село Рила, Дупнишко, в средно заможно семейство на местен активист на Българската комунистическа партия (БКП), има брат и две сестри. През 1940 година постъпва в Дупнишката гимназия, където през 1941 година (според други данни през 1942 година) става член на незаконния комунистически Работнически младежки съюз. За дейността си в организацията, включително подпомагане и укриване на партизани, е арестуван през юли 1944 година и изпратен в Кюстендилския затвор, но е освободен малко по-късно в навечерието на Деветосептемврийския преврат. Постъпва като доброволец в редовете на трети гвардейски полк, с който участва във Втората световна война (октомври 1944 - септември 1945). След уволнението си през 1945 година получава диплома за средно образование.
През 1946 година Масленков постъпва в Народното военно училище „Васил Левски“, където става член на БКП. През 1948 година завършва военното училище, произведен е в подпоручик и става взводен командир в Пета танкова дивизия в Казанлък. През следващата година преминава тримесечен курс и от 1 май 1949 година е назначен във военното контраразузнаване при дивизията, което няколко месеца по-късно е прехвърлено в Държавна сигурност. Той бързо се проявява като ефективен вербовчик на агентура, макар да е критикуван, че при това разчита главно на компрометиращи материали. На 7 април 1951 година е повишен в капитан, като по това време става и началник на отделение.
На 28 януари 1952 година Кирил Масленков е прехвърлен във външното разузнаване като началник на отделение, работещо по югославското направление. През 1953 година завършва едногодишна специална школа в Съветския съюз, а през следващата година е повишен в майор и заместник-началник на отдел, като на практика ръководи 03 отдел, който по това време няма началник. По това време започва да учи френски, а през 1954 година е назначен на прикритието на цивилна работа в подготовка за изпращането му в чужбина.
През април 1955 година Масленков е изпратен в Западна Германия под прикритието на завеждащ стокообмена в търговското представителство. Първоначално работата му е зле оценявана, заради липсата на подготовка в търговската сфера и непознаването на немския език, които той се опитва да преодолее на място. Според обичайната практика на българското разузнаване през този период работата му е насочена главно срещу българската емиграция, най-вече срещу Българската доброволческа рота. Скоро той успява да постигне значителен успех, организирайки връщането в България на обекта „Алеко“, един от лидерите на емигрантската организация Български национален комитет, за което на 9 август 1957 година е повишен предсрочно в подполковник. През 1958 година „Алеко“ отново емигрира нелегално в Западна Европа през Югославия.
През ноември 1958 година Кирил Масленков е предаден от свой информатор, който сътрудничи на западногерманското контраразузнаване, и е осъден за шпионаж на две години и половина затвор, които излежава в Западен Берлин. Освободен през 1961 година, той се връща в България на 1 май и е изпратен на работа във външнотърговско учреждение, за да се поддържа прикритието му. През юни 1962 година се връща в Държавна сигурност с ранг на заместник-началник на отдел, а малко по-късно оглавява новосъздаденото отделение за контраразузнавателна работа в чужбина, като на 14 август е повишен в полковник. През януари 1963 година отделението е преобразувано в 04 отдел, а той остава негов началник.
На 3 декември 1965 година Масленков, чиито възможности за работа в разузнаването са ограничени след разкриването му, е преназначен за инструктор във Военния отдел на Централния комитет на БКП, запазвайки привилегиите си на офицер от Държавна сигурност. В периода 6 септември 1971 – 25 октомври 1973 година е и секретар на партийния комитет на БКП в Министерството на вътрешните работи (МВР).
На 26 октомври 1973 година, в хода на реорганизацията на МВР след оглавяването му от Димитър Стоянов, Кирил Масленков е назначен за началник на Управление „Кадри“ на министерството и остава на тази ключова длъжност до края на комунистическия режим. Съдебен заседател във Военната колегия от 1981 г. През 1975 година е повишен в генерал-майор, а през 1984 година – в генерал-лейтенант.
През 1986 г. Масленков е съдебен заседател във Върховния съд на НРБ. Има множество медали като орден „Георги Димитров“ (1986) и орден „Народна република България“ (1986) за принос във Възродителния процес. Ръководи кадровото управление на МВР до 28 февруари 1990 година, когато е освободен от Държавна сигурност считано от 1 юни същата година.
Кирил Масленков умира на 10 февруари 2016 година в София.

## Награди
- Медал „За участие в Отечествената война“ (1945)[3]
- Орден „9 септември 1944“ III степен (7 септември 1948)
- Медал „За боева заслуга“ (1951)[21]
- Орден „9 септември 1944“ II степен (29 декември 1959)
- Орден „Народна свобода 1941 – 1944“ (25 септември 1964)
- Почетна значка на КДС (26 февруари 1966)[14]
- Медал „МВР“ I степен (26 август 1968)[14]
- Орден „Народна република България“ II степен (31 август 1974)
- Орден „Народна република България“ I степен (11 май 1976)
- Орден „Народна република България“ I степен (17 април 1986)
- Орден „Георги Димитров“ (9 май 1986)

## Звания
- подпоручик – от 1948
- поручик
- старши лейтенант от ДС – 1950, (предсрочно)
- капитан от ДС – 7 април 1951, (предсрочно)
- майор от ДС – 25 август 1954, (предсрочно)
- подполковник от ДС – 9 август 1957, (предсрочно)
- полковник от ДС – 14 август 1962
- генерал-майор от ДС – 8 септември 1975
- генерал-лейтенант от ДС – 6 септември 1984